# Vaalbara
Vaalbara bio arhaički superkontinent sastoji od kratona Kaapvaal (sada u istočnoj Južnoj Africi) i kratona Pilbare (sada u sjeverozapadnoj Zapadne Australije ). E.S. Cheney izveo je ime iz posljednja četiri slova imena svakog kratona. Dva kratona sastoje se od kore čija se starost kreće od 2,7 do 3,6 milijardi godina, što bi Vaalbaru učinilo jednim od najranijih Zemljinih superkontinenata. Postojanje Vaalbare potvrđuju neke paleomagnetske rekonstrukcije, ali ne postoje konkretni i materijalni dokazi koji bi svjedočili o njegovoj strukturi ili položaju.
Nije sigurno kada se Vaalbara počela raspadati, ali geokronološke i paleomagnetske studije pokazuju da su dva kratona pokazivala rotacijsko gibanje u širini od 30° između 2,78 Ga i 2,77 Ga, što dovodi do zaključka da već nisu bili spojeni 2,8 Ga.
Kratoni Pilbara i Kaapvaal spadaju u najstarije stijene na svijetu i sadrže dobro očuvane arhaične mikrofosile. Otkriveni su tragovi mikrobiološkog života i fotosinteze koji potječu iz arhaika u Africi i Australiji. Najstariji široko prihvaćeni dokazi o ranim životnim oblicima s fotosintezom daju molekularni fosili pronađeni prije 2.7. milijarde godina u kratonu Pilbara. Ti su fosili protumačeni kao tragovi eukariota i cijanobakterija, iako neki znanstvenici tvrde da su ti biomarkeri možda kasnije ušli u ove stijene i datiraju fosile na 2,15–1,68. Ga.
Ovaj potonji vremenski interval u skladu je s procjenama na temelju molekularnog sata koji datira posljednjeg zajedničkog eukariotskog pretka na 1.866 - 1.679 milijarda godina. Ako su fosili s Pilbare tragovi drevnih eukariota, mogli bi predstavljati izumrle skupine prije nego što su se pojavile moderne skupine.